# چبیکو دولنه
چبیکو دولنه (به لاتین: Trzebicko Dolne) یک سکونتگاه مسکونی در لهستان است که در Gmina Cieszków واقع شده‌است.